# Troféu Joan Gamper de 2014
O Troféu Joan Gamper de 2014 foi a quadragésima nona edição do evento e, como em todas as edições, teve como país-anfitrião a Espanha. A competição foi disputada no dia 18 de agosto, e o adversário do Barcelona foi o León do México.
O Barça venceu a partida por 6 a 0 e conquistou o seu 37º título na competição. A partida marcou também a despedida de Rafael Márquez do clube mexicano.

## Jogo
| 18 de agosto | Barcelona                                              | 6 – 0 | León | Camp Nou, Barcelona                            |
| 15:30 UTC−3  | Messi 2' · Neymar 11' 43' · Munir 54' 77' · Sandro 89' | Ficha |      | Público: 72 475 Árbitro: ESP Álvarez Izquierdo |

| Barcelona | León |

| BARCELONA:   |    |  |                    |     |
|              |    |  |                    |     |
| G            | 13 |  | Claudio Bravo      | 62' |
| LD           | 22 |  | Daniel Alves       | 61' |
| Z            | 14 |  | Javier Mascherano  | 45' |
| Z            | 24 |  | Jérémy Mathieu     | 60' |
| LE           | 18 |  | Jordi Alba         | 76' |
| V            | 16 |  | Sergio Busquets    | 61' |
| V            | 4  |  | Ivan Rakitić       | 61' |
| M            | 8  |  | Andrés Iniesta     | 61' |
| M            | 12 |  | Rafinha Alcântara  | 76' |
| A            | 10 |  | Lionel Messi       | 61' |
| A            | 11 |  | Neymar             | 45' |
| Reservas:    |    |  |                    |     |
| G            | 25 |  | Jordi Masip        | 62' |
| LD           | 2  |  | Martín Montoya     | 61' |
| Z            | 3  |  | Gerard Piqué       | 45' |
| Z            | 15 |  | Marc Bartra        | 60' |
| LE           | 35 |  | Alejandro Grimaldo | 71' |
| V            | 17 |  | Alex Song          |     |
| V            | 28 |  | Sergi Samper       | 61' |
| M            | 6  |  | Xavi Hernández     | 61' |
| M            | 20 |  | Sergi Roberto      | 61' |
| A            | 29 |  | Sandro             | 61' |
| A            | 9  |  | Luis Suárez        | 71' |
| A            | 27 |  | Munir              | 45' |
| Técnico:     |    |  |                    |     |
| Luis Enrique |    |  |                    |     |

| LEÓN:           |    |  |                    |     |
|                 |    |  |                    |     |
| G               | 25 |  | William Yarbrough  | 70' |
| D               | 4  |  | Rafael Márquez     | 52' |
| D               | 7  |  | Edwin Hernández    | 71' |
| D               | 19 |  | Jonny Magallón     | 88' |
| D               | 35 |  | Ignacio González   | 88' |
| V               | 6  |  | José Cárdenas      | 60' |
| V               | 8  |  | Elías Hernández    | 71' |
| M               | 23 |  | José Juan Vázquez  | 71' |
| M               | 27 |  | Carlos Peña        | 61' |
| A               | 17 |  | Mauro Boselli      | 60' |
| A               | 24 |  | Yamilson Rivera    |     |
| Reservas:       |    |  |                    |     |
| G               | 16 |  | Christian Martínez | 70' |
| G               | 28 |  | César Ríos         |     |
| D               | 2  |  | Iván Pineda        | 71' |
| D               | 3  |  | Arturo Ortíz       | 88' |
| D               | 5  |  | Fernando Navarro   | 61' |
| D               | 21 |  | Luis Delgado       | 71' |
| V               | 18 |  | Derley             | 52' |
| M               | 29 |  | Aldo Rocha         | 71' |
| A               | 9  |  | Miguel Sabah       |     |
| V               | 11 |  | Marcos Caicedo     | 60' |
| A               | 13 |  | Mauricio Castañeda | 88' |
| A               | 14 |  | Martín Bravo       | 60' |
| A               | 22 |  | Sebastián Maz      |     |
| Técnico:        |    |  |                    |     |
| Gustavo Matosas |    |  |                    |     |

### Estatísticas
| Geral               | Barcelona | León |
| ------------------- | --------- | ---- |
| Gols marcados       | 6         | 0    |
| Finalizações totais | 13        | 4    |
| Finalizações no gol | 9         | 2    |
| Posse de bola       | 66%       | 34%  |
| Escanteios          | 3         | 4    |
| Faltas cometidas    | 10        | 10   |
| Impedimentos        | 5         | 2    |
| Roubadas de bola    | 63        | 39   |
| Cartões amarelos    | 0         | 0    |
| Cartões vermelhos   | 0         | 0    |